# 시저스팰리스 그랑프리

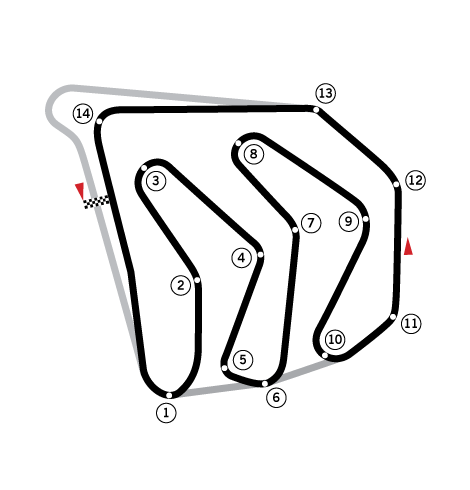

시저스팰리스 그랑프리(영어: Caesars Palace Grand Prix)는 라스베이거스의 F1 경주이다.

## 같이 보기
- 포뮬러 원 그랑프리 목록
- 미국 그랑프리
- 댈러스 그랑프리
- 디트로이트 그랑프리
- 미국 그랑프리 웨스트